# Aeroportul Yakataga
Aeroportul Yakataga (IATA: CYT, ICAO: PACY, FAA LID: CYT) este un aeroport din Alaska, Statele Unite ale Americii ce deservește zona Cape Yakataga⁠(d).
Situat la o altitudine de 4 m, aeroportul dispune de o singură pistă.